# Liste der denkmalgeschützten Objekte in Kopčany
Die Liste der denkmalgeschützten Objekte in Kopčany enthält die vier nach slowakischen Denkmalschutzvorschriften geschützten Objekte in der Gemeinde Kopčany im Okres Skalica.

## Denkmäler
| Foto |                 | Denkmal / č. ÚZPF                               | Standort / Konskr. Nr.                                 | Offizielle Beschreibung                                  | Beschreibung | Metadaten                                                                         |
| ---- | --------------- | ----------------------------------------------- | ------------------------------------------------------ | -------------------------------------------------------- | --- | --------------------------------------------------------------------------------- |
| ja   | Datei hochladen | Kirche(sk) ObjektID: 206-10820/1                | 1147 Standort KG: Kopčany Konskr.Nr.: 1147             | r.k.sv.Margity Antiochij.;veľkomoravský kostol s nartexo | römisch-katholische Kirche zur hl. Margarete von Antiochien. Bei der Kapelle soll es sich um eines der ältesten Gebäude Mitteleuropas handeln. | č. NKP: 206-10820/1 Stand des NKP: 2012-02-08 Name: KOSTOL                        |
|      | Datei hochladen | Kirchenfriedhof(sk) ObjektID: 206-10820/2       | KG: Kopčany Konskr.Nr.:                                | skúmané čiastočne;veľkomoravský cintorín                 | teilweise untersucht, großmährischer Friedhof                                                                                                  | č. NKP: 206-10820/2 Stand des NKP: 2012-02-08 Name: CINTORÍN PRÍKOSTOLNÝ A NARTEX |
|      | Datei hochladen | Stausee(sk) ObjektID: 206-11809/0               | KG: Kopčany Konskr.Nr.:                                | odchytový rybník kačíc                                   | | č. NKP: 206-11809/0 Stand des NKP: 2011-11-22 Name: NÁDRŽ VODNÁ                   |
| ja   | Datei hochladen | Gestüt(sk) ObjektID: 206-2132/1                 | Kollárova ul.198 Standort KG: Kopčany Konskr.Nr.: 1146 | Žrebčín-F.Lotrinský                                      | Stallungen des Franz I. Stephan von Lothringen, Teil seiner Residenz in Kopčany                                                                | č. NKP: 206-2132/1 Stand des NKP: 2012-02-08 Name: ŽREBČINEC                      |
| ja   | Datei hochladen | Repräsentationsgebäude(sk) ObjektID: 206-2132/2 | Kollárova ul.198 Standort KG: Kopčany Konskr.Nr.: 1146 | Malý kaštieľ                                             | kleines Schloss | č. NKP: 206-2132/2 Stand des NKP: 2012-02-08 Name: BUDOVA REPREZENTAČNÁ           |

## Legende
Die Tabelle enthält im Einzelnen folgende Informationen:
| Foto:                    | Fotografie des Denkmals. |
| Denkmal / č. ÚZPF:       | Die Übersetzung der Bezeichnung des Denkmals, wie sie vom Slowakischen Denkmalamt (Pamiatkový úrad Slovenskej republiky) verwendet wird. Die Originalbezeichnung ist unter dem Fragezeichen angegeben. Fehlt die Übersetzung, so wird die Originalbezeichnung direkt angezeigt. Weiters ist die Objekt-Identifikationsnummer (Objekt ID) angeführt. Sie ist die offizielle, in der Slowakei eindeutige Nummer č. ÚZPF inklusive der zugehörigen Zählnummer, wie sie in den Daten des Denkmalamtes angegeben wird. Da diese nur innerhalb eines Landkreises gezählt wird, ist dessen Nummer der Denkmalnummer vorangestellt. |
| Standort:                | Wenn in der Liste vorhanden, ist die Adresse angegeben. In Klammern kann sich noch eine zusätzliche Adresse befinden, wenn es beispielsweise ein Eckhaus ist. Bei freistehenden Objekten ohne Adresse (zum Beispiel bei Bildstöcken) ist eine Adresse angegeben, die in der Nähe des Objekts liegt. Durch Aufruf des Links Standort wird die Lage des Denkmals in verschiedenen Kartenprojekten angezeigt. Darunter sind die Katastralgemeinde (KG) und, wenn vorhanden, die Konskriptionsnummer (Konskr. Nr.) angegeben.                                                                                                   |
| Offizielle Beschreibung: | Es ist die Kurzbeschreibung auf Slowakisch, wie sie in den offiziellen Listen angegeben ist, eingetragen. |
| Beschreibung:            | Kurze Angaben zum Denkmal auf Deutsch. |
| Metadaten:               | Zusätzlich werden, wenn in den persönlichen Einstellungen das Helferlein Dauerhaftes Einblenden von Metadaten aktiviert ist, ebensolche angezeigt. |

- Karte mit allen Koordinaten:
- OSM |
- WikiMap